# Mistelblomsterpickare
Mistelblomsterpickare (Dicaeum hirundinaceum) är en fågel i familjen blomsterpickare inom ordningen tättingar.

## Utseende och läte
Mistelblomsterpickaren är en mycket liten och kompakt fågel med kort näbb och mycket kort stjärt. Adulta hanen är glansigt svart ovan med lysande rött bröst och en svart strimma mitt på buken. Honan är grå ovan och ljus under. Båda könen har röda undre stjärttäckare. Flyktlätet är ett ljust och tunt "dzee" medan sången består av en serie ljusa kvittrande toner.

## Utbredning och systematik
Fågeln delas in i två underarter med följande utbredning:
- Dicaeum hirundinaceum ignicolle – förekommer i Aruöarna
- Dicaeum hirundinaceum hirundinaceum – förekommer i Torressundöarna och skogbeväxta områden på Australiens fastland

Tidigare inkluderades rosabröstad blomsterpickare (D. keiense) i arten. Den urskiljs dock sedan 2016 som egen art av Birdlife International och IUCN, sedan 2023 även av eBird/Clements och IOC. Birdlife International och IUCN går ett steg längre och erkänner även ignicolle som egen art, "arublomsterpickare".

## Status
IUCN hotkategoriserar underarterna var för sig, båda som livskraftiga.

## Bilder

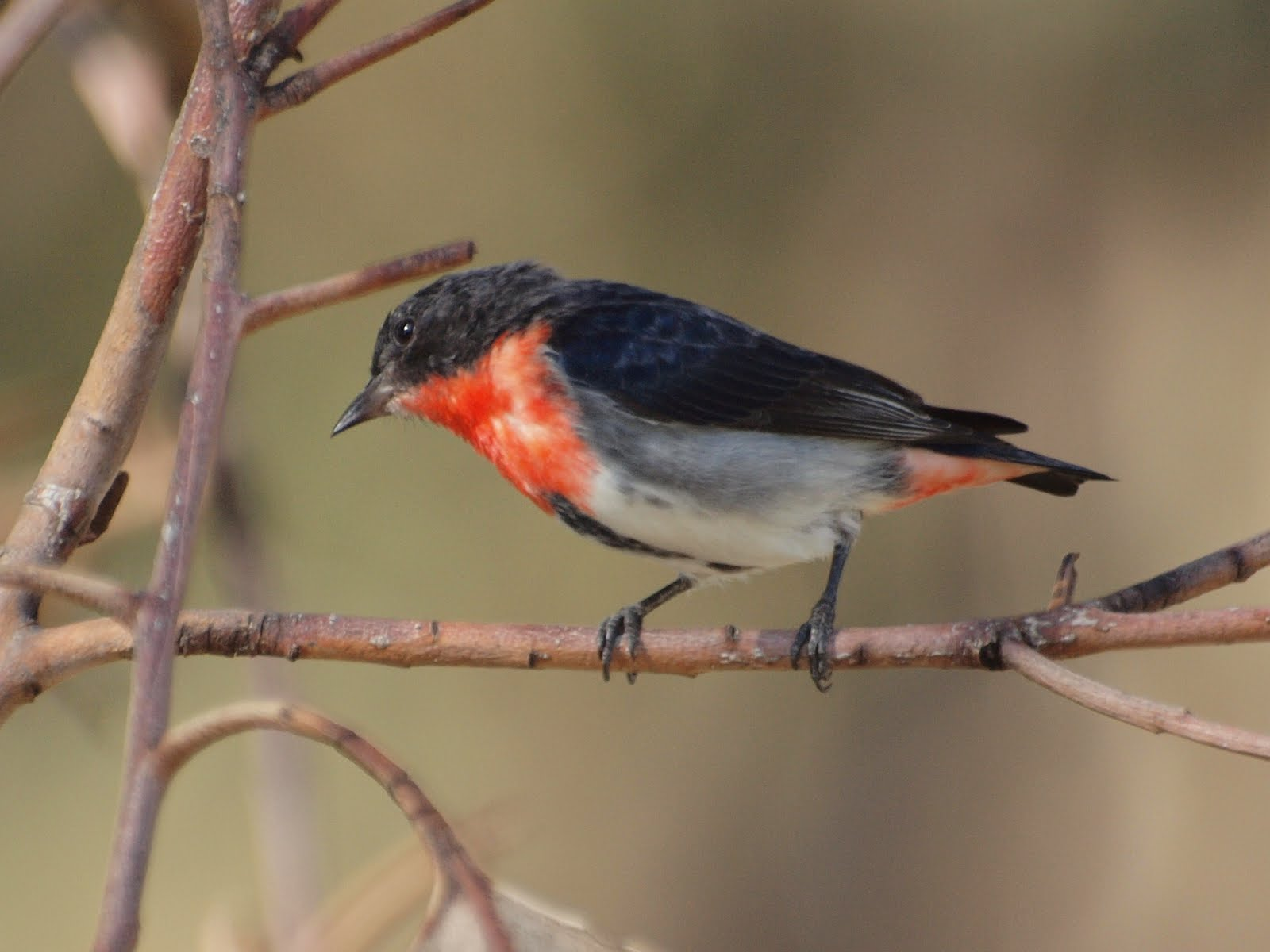
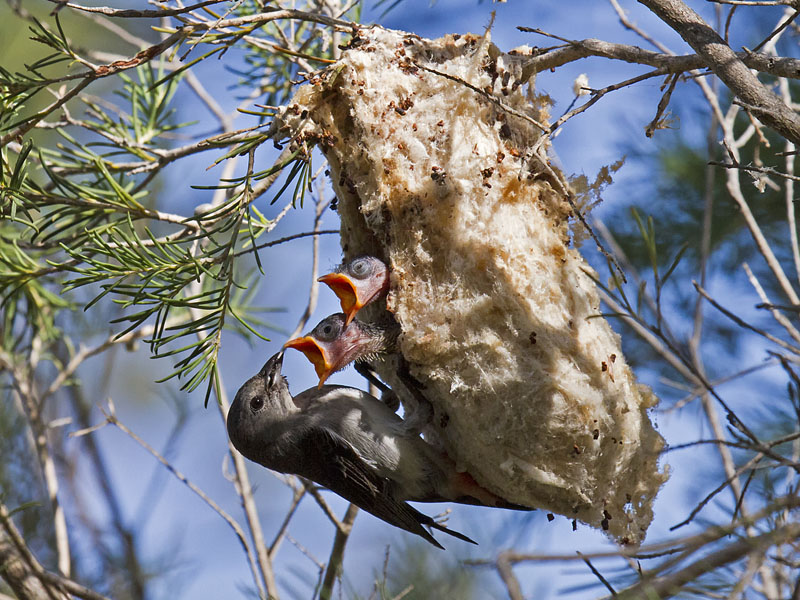
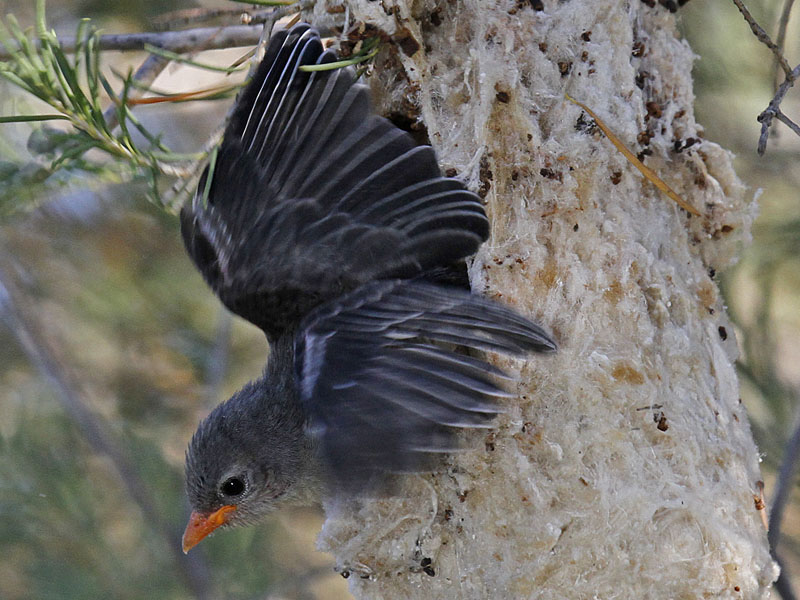
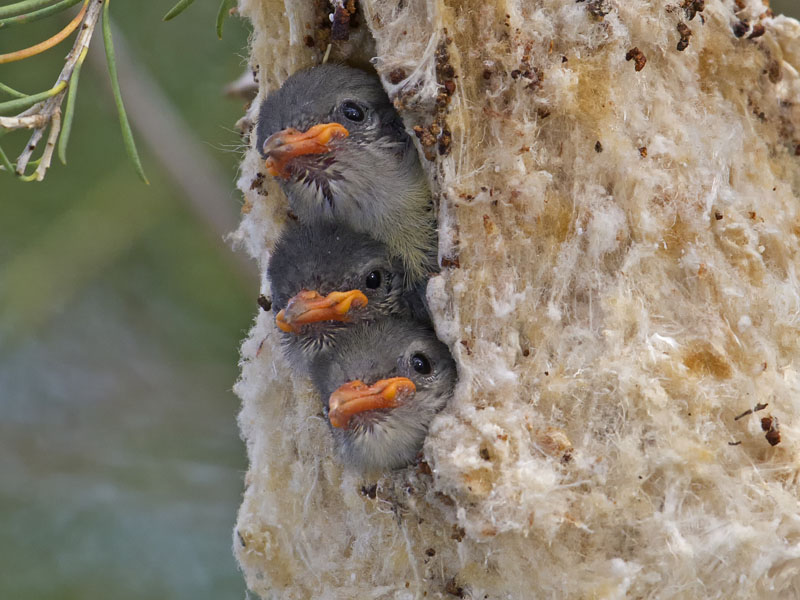
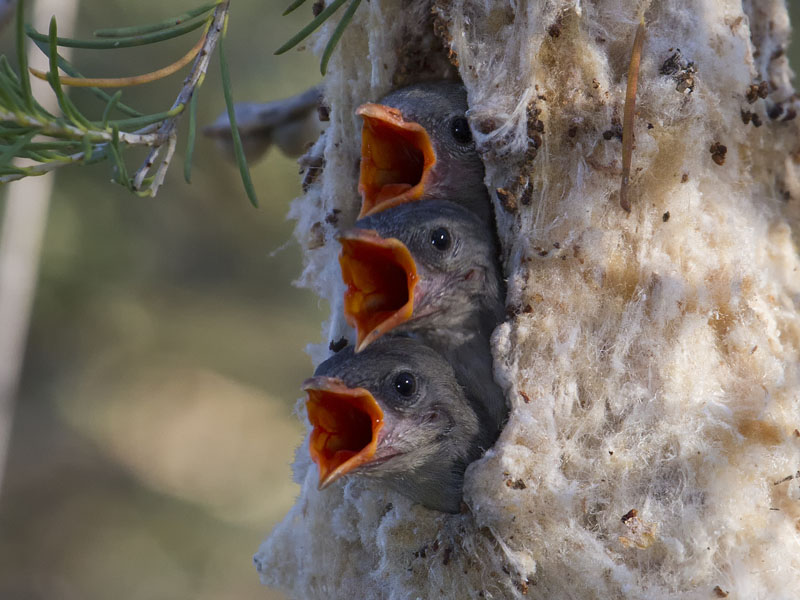